# 아머드 코어: 마스터 오브 아레나
《아머드 코어: 마스터 오브 아레나》는 프롬소프트웨어가 제작한 메카 3인칭 슈팅 게임이다. 《아머드 코어》 시리즈 세 번째 게임으로, 플레이스테이션 플랫폼으로 개발돼 1999년 2월 4일 일본서 처음 출시됐다.
주인공은 전쟁에서 가족을 잃은 생존자로 주동자 '허슬러 원'에게 복수를 하기 위해 아머드 코어를 조종해 그가 있는 아레나에 참가하는 이야기를 그렸다. 전작 《아머드 코어: 프로젝트 판타즈마》에서 추가된 아레나 모드에 집중한 것이 특징으로, 메가전투 게임플레이는 전작들과 대동소이하다. 전작들의 세이브 데이터를 불러올 경우 메카와 부품을 획득할 수 있다.
2000년, 후속작 《아머드 코어 2》가 플레이스테이션 2로 발매됐다.

## 반응
《아머드 코어: 마스터 오브 아레나》는 리뷰 애그리게이터 웹사이트 게임랭킹스에서 "평균적인 평가"를 받았다.

## 참조

### 내용주
1. ↑  영어: Armored Core: Master of Arena, 일본어: アーマード・コア マスターオブアリーナ
2. ↑  In GameFan's viewpoint of the game, three critics gave it each a score of 87, 65, and 90.
3. ↑  GamePro gave the game three 3.5/5 scores for graphics, control, and overall fun factor, and 3/5 for sound.